# 马尼城
马尼城（法語：Magny-la-Ville，法語發音：[maɲi la vil]）是法国科多尔省的一个市镇，位于该省西部，属于蒙巴尔区。

## 地理
马尼城（47°28'54"N, 4°25'44"E）面积3.69 平方千米，位于法国勃艮第-弗朗什-孔泰大區科多尔省，该省份为法国中东部省份，北起奥布省，西接涅夫勒省和约讷省，南至索恩-卢瓦尔省，东南接汝拉省，东临上索恩省，东北部与上马恩省接壤。
与马尼城接壤的市镇（或旧市镇、城区）包括：普耶奈、圣厄夫罗纳、苏埃、沙塞。

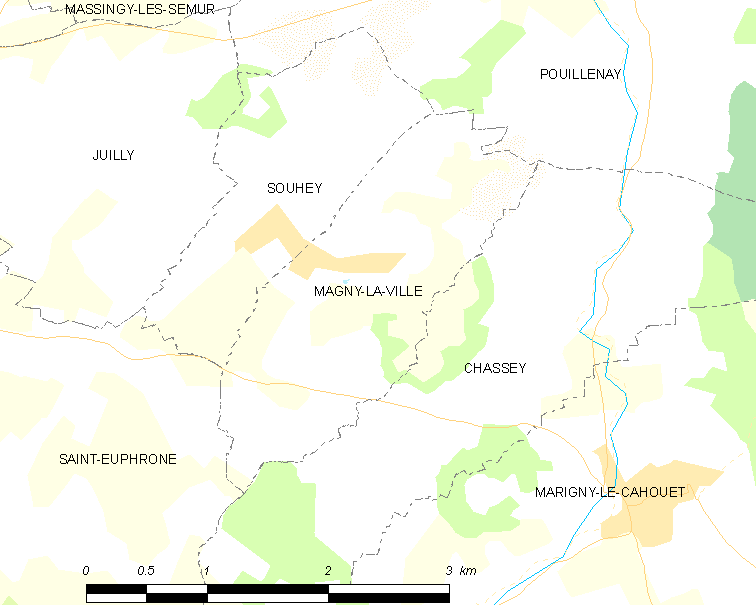
马尼城的OSM定位图

马尼城的时区为UTC+01:00、UTC+02:00（夏令时）。

## 行政
马尼城的邮政编码为21140，INSEE市镇编码为21365。

## 政治
马尼城所属的省级选区为欧苏瓦地区瑟米尔县。

## 人口

1962-2008年间马尼城人口变化图示

马尼城于2022年1月1日时的人口数量为74人。